# 縦置きエンジン

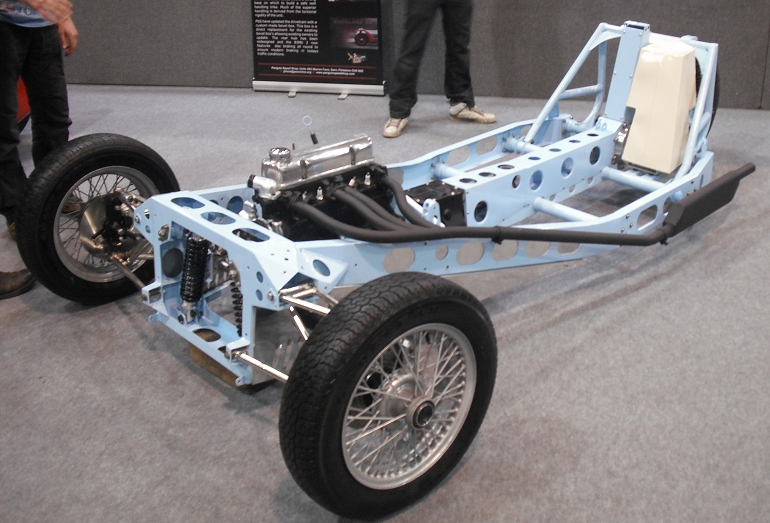
3輪シャーシにおける縦置きエンジン

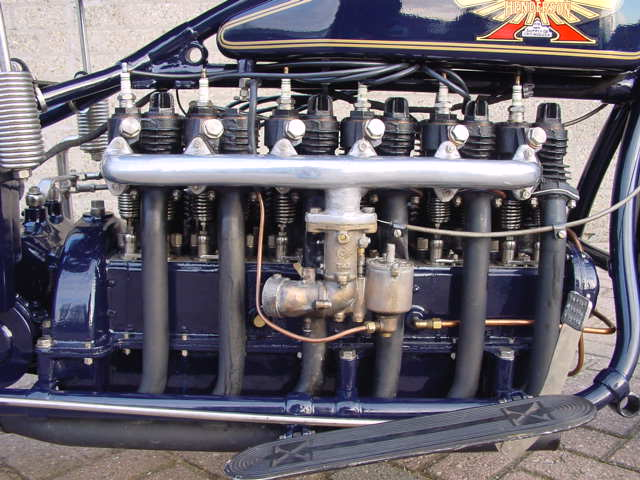
ヘンダーソンDe Luxe Supersix（1926年）における縦置き直列6気筒エンジン

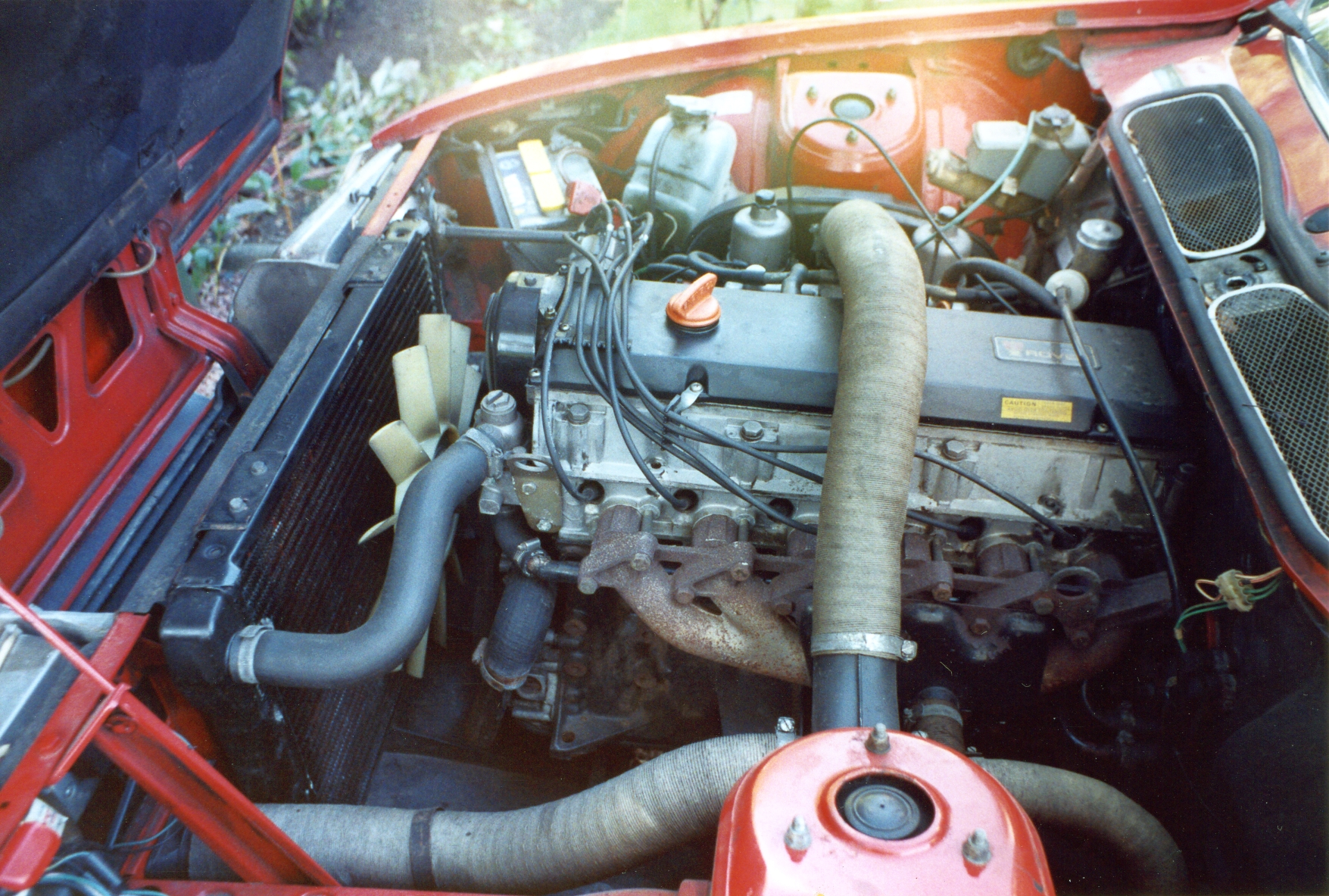
縦置きエンジンの例。写真左側が自動車の進行方向（ローバー・SD1）

自動車工学において、縦置きエンジン（たておきエンジン、英: Longitudinal engine）は、クランクシャフトが車両の長軸、前後方向に沿って配置されている内燃機関である。英語では進行方向を地図の北に見立ててnorth-south engine（ノース＝サウス・エンジン）という言い方も広く用いられる。

## 四輪自動車の縦置きエンジン
横置きでは車幅が足りず収まりきらない、直列6気筒や90度大口径V型8気筒といった大型エンジンを収めるための置き方である。一般的にはトラック（貨物自動車）を含め、フロントエンジン・後輪駆動（FR）のレイアウトの自動車に使われる。この場合はプロペラシャフトとセットになる。
同じ後輪駆動でも、リアエンジン（RR）やミッドシップ（MR）エンジンでは、小さくまとめたい等の理由で横置きすることが多い。
フロントエンジン・前輪駆動配置のいわゆるFF車は横置きが多数派であるが、乗り心地や運動性能にこだわったり、四輪駆動の派生モデルを考慮しているメーカーや車種（例えば欧州のメーカーであればアウディやサーブ、日本のメーカーであれば水平対向エンジンを多く搭載しているSUBARUやFFミッドシップレイアウトを採用したホンダ車）では縦置きした車もある。FF車ではエンジンを縦置きにすることで左右のドライブトレーンの長さが均等になり、トルクステアを防止することができるため走行性能の向上に寄与できる。一方で縦に空間が必要なため、FFの美点である広い居住空間が削られてしまうという欠点もある。
縦置きエンジンを搭載した車は大抵最小回転半径が横置きエンジン車よりも小さい。これはエンジンの側方により広い空間が存在し、大きなタイヤ切れ角が得られるからである。

### 縦置きを採用したFF車の例
- アウディ・A4
- サーブ・900
- スバル・インプレッサ
- ホンダ・ビガー
- アキュラ・RL
- トヨタ・ターセル
  - トヨタ・コルサ
  - トヨタ・カローラII
- マツダ・ルーチェロータリークーペ
- NSU・Ro80

## オートバイの縦置きエンジン
オートバイでは、使用される種類は駆動方式に依存する。チェーンまたはベルトドライブの場合は大抵横置きエンジンが使われ、シャフトドライブの場合は縦置きエンジンが使われる。
オートバイにおける縦置きエンジンは、「トルクリアクション」と呼ばれる弱点がある。これはクランクシャフトの境目（tipping point）が、加速した時にジャイロ効果を発生し、車体全体が傾く現象である。これは、ジェネレーターやギアボックスといった一部のコンポーネントをクランクシャフトと逆方向に回転させることによって部分的に解消することができる。ただしこれを縦置きの「味」であると考える好事家もいる。
またオートバイは差動機構が不要なため、回転方向を90度変えるためのかさ歯車を採用する場合もある。

## 縦置きエンジンの種類
これは自動車に搭載できるエンジンの種類の典型例のリストである。
- 直列エンジン - 2気筒、3気筒、4気筒、5気筒、6気筒、8気筒。
- V型エンジン - V2、V4、V6、V8、V10、V12、V16。
- 水平対向エンジン - フラット2、フラット4、フラット6、それ以上も。
- W型エンジン